# Teresa Ansúrez
Teresa Ansúrez (in spagnolo Urraca de Pamplona; ... – Oviedo, 997) fu regina consorte di León dal 960 al 966 e poi reggente del regno di León dal 966 al 975.

## Origine
Era figlia del conte di Monzón, che per un breve periodo fu anche conte di Castiglia, Ansur Fernández e Gontroda Nuñez.

## Biografia
Nel 960, sposò il re di León, Sancho I detto il Grasso.
Nel 966, rimasta vedova, per l'avvelenamento del marito, Teresa si ritirò in convento, ma, unitamente alla cognata suora, Elvira Ramírez, fu nominata reggente e tutrice del figlio Ramiro. Assieme alla cognata, ratificò il trattato di pace col califfo al-Hakam II ibn Abd al-Rahman e dovette combattere i vichinghi che avevano invaso le coste della Galizia.
Nel 975, approfittando della malattia che l'anno prima aveva colpito il califfo al-Hakam II ibn Abd al-Rahman, alleatisi al re di Navarra Sancho II Abarca, Elvira e Ramiro attaccarono al-Andalus ma furono sconfitti a San Esteban de Gormaz dal generale Galib, appena rientrato dal Nordafrica.
Dopo questa sconfitta, essendo Ramiro diventato maggiorenne, Elvira si ritirò nuovamente in convento, mentre Teresa Ansúrez rimase accanto al figlio anche durante le ribellioni della nobiltà e poi durante la guerra civile, che Ramiro sostenne contro il cugino Bermudo II.

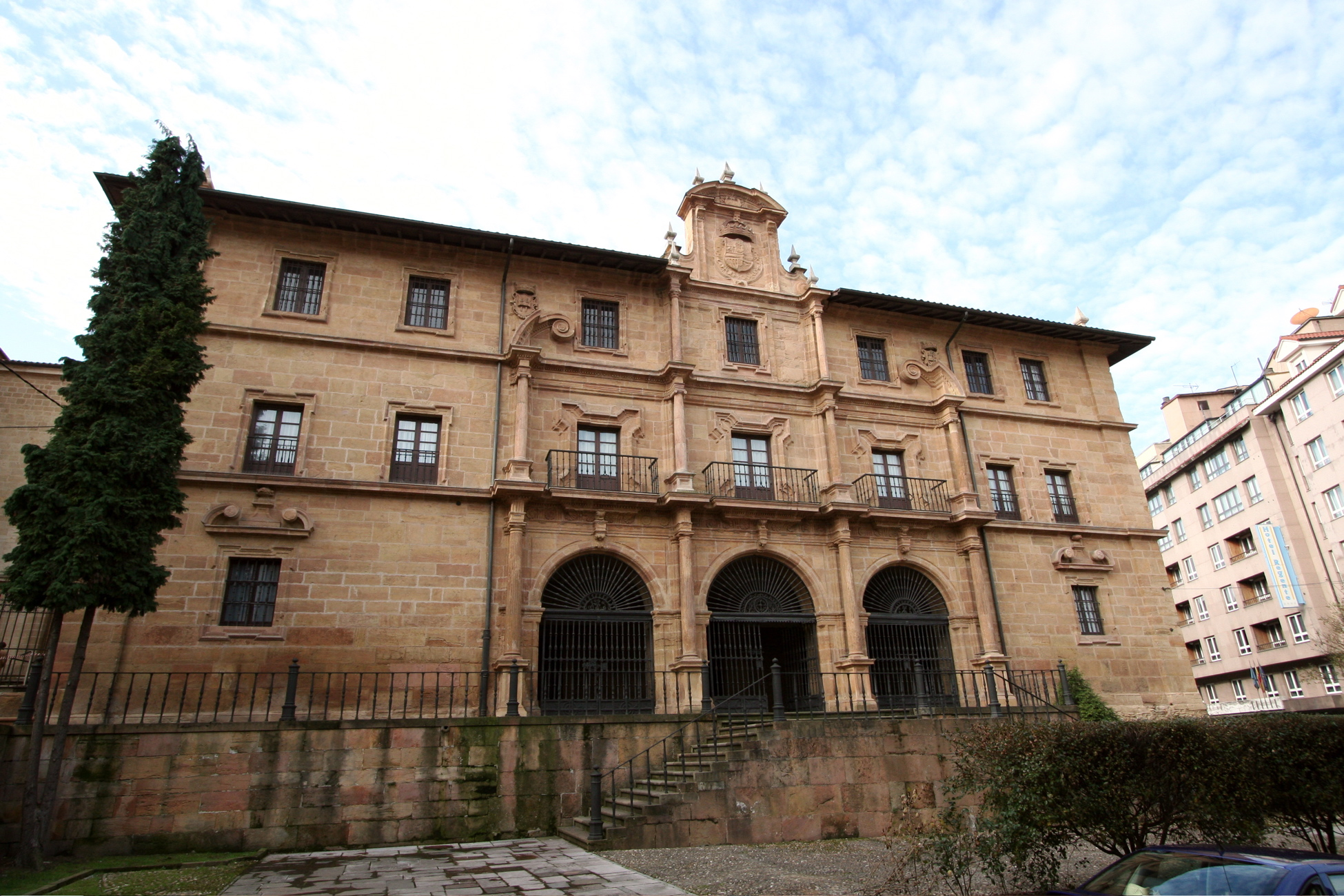
Entrata principale del convento del monastero di San Pelayo (Oviedo)

Dopo la sconfitta e conseguente fuga del figlio ad Astorga, alla fine del 984, Teresa si ritiró nel Monastero de San Pelayo di Oviedo.

## Figli
Teresa e Sancho ebbero due figli:
- Ramiro III (961-985), re di León dal 966 al 985.
- Urraca di León (?-ca.997)